# حملة كوبهن
شن الإسكندر الأكبر حملة كوبهن في وادي كابول (بالسنسكريتية: كوبها) بين مايو  327 ومارس 326 قبل الميلاد. وُجهت الحملة ضد قبائل أسباسيوي وغوريَنز وأساكينوي في وادي كونار في أفغانستان، وواديي بانجكورا (في مقاطعة دير) وسوات في ما يعرف الآن باسم إقليم خيبر بختونخوا في باكستان. كان هدف الإسكندر تأمين خط اتصالاته ليتمكن من شن حملة على الهند بنجاح. ولتنفيذ ذلك، كان عليه الاستيلاء على عدد من الحصون التي تسيطر عليها القبائل المحلية.

## الخلفية
كان هدف الإسكندر السيطرة بالكامل على الإمبراطورية الفارسية التي وصلت حتى غاندارا. كان الملك الفارسي الأرخميني السابق، داريوس الأكبر، قد أرسل واحدًا من جنرالاته يدعى سكاي لاكس، للإبحار عبر نهر السند. وبعد هذه البعثة، تمكن داريوس من احتلال الأراضي الهندية المحيطة وتلقي إتاوة قدرها 350 طالنط وابي سنويًا. لا يعرف سوى القليل نسبيًا عن البنجاب في زمن الإسكندر. تواجدت مجموعة متنوعة من الجمهوريات والإمارات، أطلق عليها الهنود اسم «بلا ملك». وتنافس الجميع على سلطة المنطقة.
ملك تاكسيلا المدعو أومفيس، الذي سماه المقدونيون تاكسيلا، دعا الإسكندر لمساعدته في صراعه ضد جاره القوي الأمير بوروس. اعتُبر بوروس الأمير الأقوى في المنطقة آنذاك. خدم ملك هندي يدعى سيسيكوتوس في الجيش الفارسي في غوغوميلا وأصبح لاحقًا تابعًا للإسكندر. حصل الإسكندر على معلومات استخباراتية مفيدة عن المنطقة من خلال هؤلاء الأفراد.
كان الإسكندر قد بدأ التخطيط للبعثة قبل عامين، في 329 قبل الميلاد، لكنه تأخر في إطلاقها بسبب سلسلة من الثورات التي قامت في آريا وسوغديانا وباكتريا. عرقله إخماد هذه الثورات في أثناء مسيره عبر هندوكوش في الشتاء فقرر البقاء وعسكر في الجبال. أسس خلال هذا الوقت مدينة الإسكندرية القوقازية. كانت هذه المدينة على بعد 25 ميلُا تقريبًا شمال غرب كابول الحالية في أفغانستان.
عند عودته إلى الإسكندرية القوقازية في مايو 327 وجد الكثير من المؤن والإمدادات الجاهزة لإرسالها مع البعثة إلى الهند. إلا أن بعض المسائل الإدارية استدعت اهتمامه. استبدل الإسكندر ساتراب باروباميساداي، المدعو برويكسيس، وقائد الحامية، نيلوكسينوس، بسبب سلوكهما غير المرضي. حين انطلق الإسكندر إلى نيقية، قيل إن لديه 150,000 جندي. ويشكك المؤرخون بصحة هذه الأرقام. كان في جيش الإسكندر جنود من اليونان وتراقيا وأغريانيا وجنود من أراض كثيرة ضمن إمبراطوريته الجديدة. غادر الإسكندرية القوقازية وسار نحو نيقية حيث ضحى لأثينا (وهب عادته قبل انطلاق أيٍ من حملاته). ونادى باتباعه خطوات سلفه هرقل، وبدأ تقدمه نحو السند متبعًا نهر كوبهن.

## المرحلة الأولى – قبيلة أسباسيوي
أرسل الإسكندر خلال مسيره مبعوثين يسبقونه إلى القبائل أمامه آمرًا إياها بالخضوع وتزويده بالرهائن. جاء إليه تاكسيلا وغيره من الأمراء حاملين الهدايا دليلًا على ولائهم وقدموا الإتاوة مع الهدايا للمقدونيين. زوّد الهنود الإسكندر بخمسةٍ وعشرين فيلًا وكانت هذه الهدية غريبة بالنسبة للمقدونيين.
أصبح الإسكندر ملك فارس بعد أن أبعد داريوس الثالث، ليصير بذلك الملك الأعلى الجديد للإمبراطورية متضمنةً المنطقة الواقعة في أقصى الشرق. سمح ذلك للإسكندر بقمع من قاومه كما تُقمع الثورات. في أثناء نزوله إلى وادي كوبهن، أبلغ الإسكندر تابعيه الجدد بنواياه. وخطط لقضاء بقية الصيف والخريف في سعيه لإخضاع المنطقة أمامه حتى نهر السند. ثم سيمضي بعد السند ويعاقب المناطق والقبائل الهندية التي لم تعترف بسيادته ولم ترسل الإتاوة مع مبعوثيها.
لكنه وجد أن الحملة أصعب بكثير مما توقع. وفي نيقية، تمهّل وقسم جيشه إلى قوتين منفصلتين بهدف الاحتفاظ بالخطوط الداخلية ليتمكن من تعزيز قواته في حال تعرض جزء منها للتهديد خلال الحملة في وادي كوبهن. وإضافو إلى ذلك، ستمنع هاتان القوتان الحكام الهنود في المنطقة من جمع قواتهم وتنسيق جهودهم ضد المقدونيين.
سيقود بيرديكاس وهيفايستيون الجيش الذي سيسير على طول نهر كوبهن وسيرافقهما ملك تاكسيلا للاستفادة من معرفته بالمنطقة. سيتقدمون على طول الضفة الجنوبية لنهر كوبهن، وتحت تصرفهم ثلاثة ألوية بقيادة غورجياس وكليتوس ومليغر، ونصف الرفاق «الفرسان النخبة» (معظمهم من النبلاء المقدونيين يحملون رمحًا ودرعًا ومدربين جيدًا لدرجة أنهم اعتبروا «أول سلاح فرسان حقيقي») وجميع الفرسان اليونانيين المرتزقة. أمرت التوجيهات باتباع نهر كوبهن وصولًا إلى نهر السند وإخضاع جميع المدن والحصون إما من خلال الإخضاع الممنهج أو وفقُا لشروط. وعند وصولهم إلى السند، عليهم أن يبنوا جسرًا يسمح للإسكندر بعد أن يقضي فصل الشتاء مع جيشه في المنطقة، بعبور النهر ومعاقبة القبائل وراء السند.
في هذا الوقت، كان الجزء الأكبر من القوات تحت إمرة الإسكندر. وتألفت هذه القوات من الحراس حاملي الدرع (المعروفين باسم «الدروع الفضية»)، وأربعة أفواج من سلاح الفرسان التابع للرفاق، والكتائب (باستثناء الكتائب التي سارت مع الرتل الأول)، وفرق الفرسان العاديين «أجيما»، والرماة، والنصف الآخر من الرماة الفرسان، والأغريانز، والمشاة رماة الرمح.
تمثلت خطة الإسكندر بالسير على طول جميع الوديان بين نيقية والسند بهدف إخضاع القبائل التي لم تدفع الإتاوة.
تلقى الإسكندر معلومات تفيد بأن الأسباسيين، أفراد أول قبيلة دخل أراضيها، تراجعوا إلى عاصمتهم. متحمسين لهزمهم، عبر المقدونيون النهر مع كامل سلاح الفرسان و800 من المشاة ممتطي الخيل. وصلوا بسرعة سمحت بقتل عدد من الأسباسيين وإثارة حنقهم. قدمت بقية الجيش في اليوم التالي وأخذوا المدينة. قرر عدد من الأسباسيين الفرار قبل الاستيلاء على المدينة، بعد أن أيقنوا بالهزيمة. تبعهم المقدونيون وقتلوا الكثير منهم. دمر رجال الإسكندر، الغاضبون بعد إصابة ملكهم في أثناء الحصار، المدينة بالكامل. ثم سار المقدونيون إلى البلدة التالية، أنداكا، التي استسلمت.